# Wilhelm Voigtel
Friedrich Wilhelm Traugott Voigtel (* 10. November 1767 in Magdeburg; † 27. Februar 1844 ebenda) war ein deutscher Mediziner.

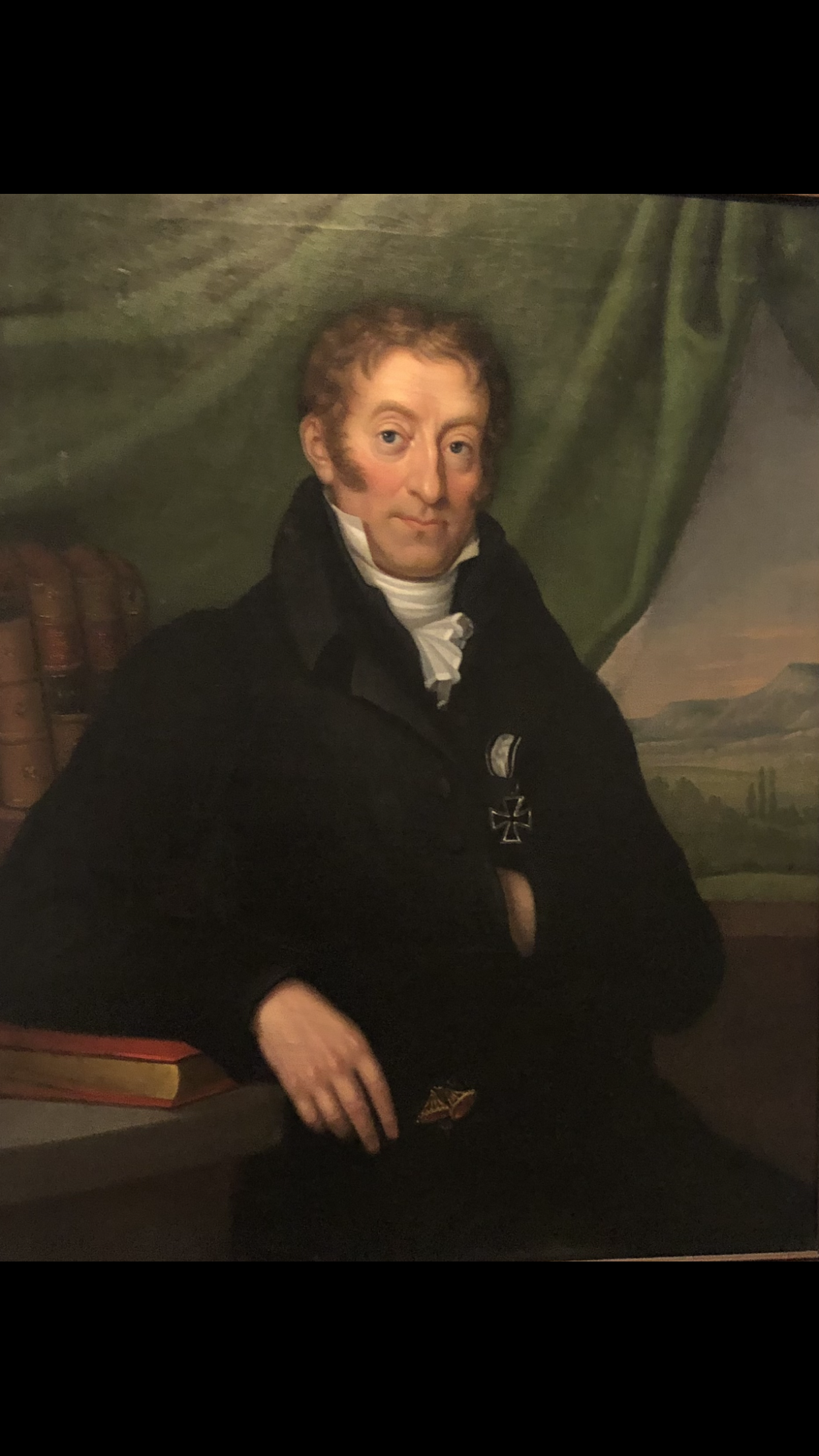
Wilhelm Voigtel (Porträt von Caroline Bardua)

Voigtel war seit 1790 Landphysikus des Herzogtums Magdeburg und ab 1793 Garnisonsmedikus. Er war Mitherausgeber des Magdeburgischen patriotischen Archivs und veröffentlichte mehrere medizinische Beiträge. Bis 1823/25 war er Direktor der Hebammenlehranstalt in Magdeburg.